# Орио-аль-Серио (аэропорт)
Международный аэропорт Орио-аль-Серио имени Караваджо (известный также как аэропорт Бергамо, аэропорт Милан-Бергамо; итал. Aeroporto di Bergamo-Orio al Serio) расположен в коммуне Орио-аль-Серио, в 4 км на юго-восток от центра Бергамо, в 45 км от центра Милана (Италия). Является одним из трёх, наряду с аэропортами Мальпенса и Линате аэропортов, обслуживающих Милан.
Аэропорт назван Караваджо, так как итальянский художник, основатель реализма в живописи, один из крупнейших мастеров барокко Микеланджело Меризи да Караваджо в детстве жил в провинции Бергамо.
В 2011 году аэропорт обслужил более 8,4 млн пассажиров (пятое место в Италии после двух других миланских аэропортов, римского аэропорта Фьюмичино и аэропорта Венеции).
Аэропорт является одним из крупных хабов авиакомпании Ryanair с 2003 года. Также аэропорт обслуживает такие авиакомпании как Wizz Air и Blue Air.
Добраться из аэропорта до центра Милана можно на автобусе, время в пути около 1 часа. Приобрести билеты можно на сайтах компаний-перевозчиков, в кассах аэровокзала или у водителей перед посадкой, стоимость на сайтах в 2021 году составляла от 8 до 10 € в один конец для взрослых. Автобусы курсируют примерно с 5 часов утра до 1 часа ночи.

## Авиакомпании и направления

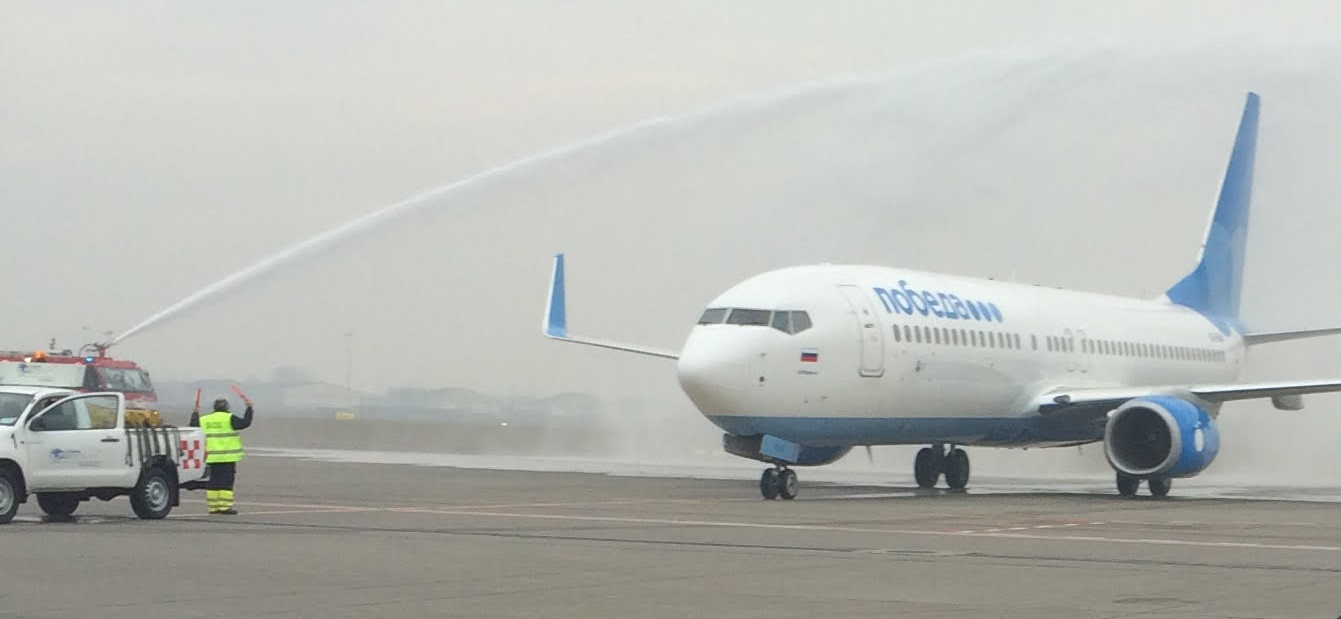
Прибытие первого рейса авиакомпании Победа в итальянский аэропорт Орио аль Серио, 21.12.2015

Регулярные направления лето-2019